# زبیگنیف روبرت پرومینسکی
زبیگنیف روبرت پرومینسکی (لهستانی: Zbigniew Robert Promiński؛ زادهٔ ۳۰ دسامبر ۱۹۷۸) یک موسیقیدان اهل لهستان است.
او نوازندهٔ گروه دث متال بهیموث است. اینفرنو متولد ۳۰ دسامبر ۱۹۷۸ میلادی در شهر تچف (Tczew) در لهستان به دنیا آمد.
اکثراً او را به‌عنوان درامر بند بلکند دث متال #بهموث می‌شناسند.
او همچنین با بندهایی هم همکاری و مشارکت کرد که باعث شد بیشتر شناخته شود. بندهایی از جمله:
Azarath, Witchmaster, Damnation, Deus Mortem, Artrosis, Christ Agony و Devilyn.
او بیشتر با شرکت‌هایی همچون:
Paiste cymbals*
Czarcie Kopyto pedals
Pearl*
Evans Drumheads
همکاری داشته و از وسایل این شرکتها استفاده کرده.
اینفرنو درسال ۱۹۹۷ به بهموث پیوست. او در حین انتشار آلبوم Satanica از بند خارج شد ولی در سال ۲۰۰۰ برگشت.
در ترک‌های Slaying The Prophets ov Isa و Pazuzu در آلبوم The Apostasy سرعت درام او به 270bpm رسید.
همچنین در ترک Shemhamforash سرعت درام او به 275bpm رسید.
در ترک Slaves Shall Serve سرعت درام او 270bpm بوده.
اما در فستیوال راک در سوئد درسال ۲۰۰۵ او تقریباً با سرعت 290bpm درام می‌زده!
اینفرنو، در بند Deus Mortem هم نوازندگی می‌کند. اما نه درام بلکه گیتار!
———————————-—————————————-
Paiste cymbals: یک شرکت سوئیسی تولیدکننده سنج و سازهای کوبه ای است. که از نظر رتبه‌بندی در رتبطه سوم جهان قرار دارد.
Pearl: شرکت تجهیزات موسیقی که در ژاپن قرار دارد. کارهای این شرکت اغلب ساخت ساز کوبه ای است.